# Crocodile Trophy
De Crocodile Trophy is een meerdaagse wedstrijd voor mountainbikes in Australië. Ze wordt betwist in de hitte en het ruige terrein van de Australische outback in Tropical North Queensland. De wedstrijd werd lang beschouwd als een van de meest veeleisende meerdaagse MTB-wedstrijden maar is de laatste jaren veel toegankelijker geworden. De Crocodile Trophy vindt jaarlijks plaats in oktober. De totale afstand schommelt tussen de 700 en 800 km, afgelegd in 8 etappes. Na elke etappe kamperen en overnachten de meeste deelnemers in tentjes die opgezet worden door de organisatie. Vermits de start- en finishplaatsen tegenwoordig ook dichter bij steden en dorpen liggen, wordt sinds enkele jaren echter ook de optie aangeboden om te verblijven in nabij gelegen hotels. De deelnemers worden dan met een shuttlebusje vervoerd tussen het kamp en hun hotel.

## Geschiedenis
De Crocodile Trophy is een organisatie van oud-renner Gerhard Schönbacher, die o.m. ook de Alpentour Trophy organiseert. Oorspronkelijk wilde hij een etappewedstrijd voor mountainbikes organiseren in Vietnam, maar dat bleek organisatorisch niet haalbaar. Uiteindelijk vond hij een geschikt terrein in de Australische outback tussen Darwin en Cairns. De eerste Crocodile Trophy vond in 1995 plaats.
In de aanvangsjaren werd de wedstrijd gedomineerd door de Oostenrijker Harald Maier (drie overwinningen) en de Nederlander Jaap Viergever (vier overwinningen).
In 2006 waren Francesco Wessels en Fred Gras de eerste atleten die de crocodile trophy op een mountainbike tandem wisten uit te rijden en ook een etappe overwinning te pakken.
In 2007 was Marc Herremans de eerste atleet die de wedstrijd uitreed in een handbike. Hij werd vergezeld van zijn teamgenoten Dirk Van Gossum en Glenn Creynen, die hem ondersteunden gedurende de hele race. Ze deden 48 uur en 53 minuten langer over de 1129 kilometer dan de winnaar.
In 2009 en 2010 was het podium bij de mannen identiek: de Zwitser Urs Huber won telkens voor de Nederlander Bart Brentjens en de Belg Mike Mulkens. De Est Jaan Kirsipuu werd zevende in 2010 en eerste bij de Masters 1 (40 jaar of meer). De editie van 2010 werd overschaduwd door de dood van de Nederlandse deelnemer Weit Heuker na de vijfde rit. De 59-jarige renner overleed na een hartfalen. De zesde rit werd uit respect afgelast.
In 2011 vond de race plaats tussen Cairns en Cooktown, van 18 tot 27 oktober 2011. De eindwinst was voor de Nederlander Jeroen Boelen. Hij had na de 1036 kilometer 56 minuten 32 seconden voorsprong op de Oostenrijker Wolfgang Krenn. Mike Mulkens was vijfde en eerste Belg. Bij de Belgische deelnemers was ook profrenner Kevin Hulsmans; hij werd twaalfde in de eindstand; zevende in de elite-categorie. De Australische Jessica Douglas was de beste bij de vrouwen.
In 2012 werd de race met 900 wedstrijdkilometers enigszins korter dan de vorige versies, maar de 16.000 hoogtemeters maakte het tot de lastigste editie. Tsjechië domineerde de race met eindwinnaar Ivan Rybarik die in Smitfield de eerste rit won. Zijn landgenoot Ondrej Fojtik was zijn voornaamste belager. De Oostenrijker Wolfgang Krenn werd net als vorig jaar derde terwijl de Canadees Cory Wallace vierde werd. Na vier edities lukte het de Belg Mike Mulkens om een boemerang en rit te winnen in de bijzonder lastige proef, met temperaturen tot 45 graden Celsius, die eindigde in Maytown.
Bij de vrouwen stond er geen maat op de Australische triatlete Kate Major die heel de wedstrijd domineerde en op een na alle ritten won. De Belgische Alice Pirard snoepte haar die zege af in Mt. Mulligan waar ze op de nodige hand-en-spandiensten kon rekenen van haar landgenoten. Voor de Kate Major was de wedstrijd al bijna gedaan voor de race van start ging. Bij het losrijden had ze zich van weg vergist en kwam drie minuten te laat aan de start die ze echter in de finale goed maakte.
Tussen de 58 Belgen reden enkele BV's mee zoals de gewezen Rode Duivel, Eddy Snelders en woordvoerder van het Radio Shack wielerteam Phililipe Maertens.
In 2013 was de race 802 kilometer lang, verdeeld over 9 etappes tussen Smithfield (Queensland) nabij Cairns en Grassy Hill in Cooktown. Ze werd voor het eerst sinds Adam Hansen in 2005 gewonnen door een Australiër, Mark Frendo. Bij de dames won de Belgische Liesbeth Hessens alle negen etappes en werd 21e van alle deelnemers ze zorgde meteen voor de grootste voorsprong. Net zoals in de Mongolia Trophy was ze In Cooktown de winnares en had ze 8u34' voorsprong op de Italiaanse Maria Cristina Pratti.
Tussen 2014 en 2018 was de wedstrijd 5 jaar lang opgenomen op de internationale UCI kalender als een XCS S1 wedstrijd (in 2017 en 2018 was dit S2). De Zwitser Urs Huber, die al eerder won in 2009 en 2010 verbeterde in 2018 het record van Jaap Viergever door de wedstrijd voor de 5e maal op zijn naam te schrijven (2015, 2016 en 2018). In 2014 was het de uit Atherthon afkomstige Noor Greg Saw die met de eindzege ging lopen. In 2017 won de Canadees Leandre Bouchard.
In 2019 vierde de Crocodile Trophy zijn 25e verjaardag. De eindzege ging naar Alan Gordon en Angelica Tazreiter.
De edities van 2020 en 2021 werden afgelast wegens COVID-19.
De editie van 2022 had duidelijk minder deelnemers dan de vorige edities. Wolfgang Krenn won bij de heren en Elodie Kuijper bij de dames.
Voor de editie van 2023 werd reclame gemaakt met de terugkeer van Annemiek van Vleuten. Ze had in 2016 al eens eerder meegedaan. De wedstrijd werd echter afgelast.

## Winnaars
| Jaar | Mannen            | Land        | Vrouwen            | Land             |
| ---- | ----------------- | ----------- | ------------------ | ---------------- |
|      |                   |             |                    |                  |
| 2022 | Wolfgang Krenn    | Oostenrijk  | Elodie Kuijper     | Nederland        |
|      |                   |             |                    |                  |
| 2019 | Alan Gordon       | Zuid-Afrika | Angelica Tazreiter | Oostenrijk       |
| 2018 | Urs Huber         | Zwitserland | Sarah White        | Australië        |
| 2017 | Leandre Bouchard  | CAN         | Haley Smith        | Canada           |
| 2016 | Urs Huber         | Zwitserland | Alice Pirard       | België           |
| 2015 | Urs Huber         | Zwitserland | Sarah White        | Australië        |
| 2014 | Greg Saw          | Australië   | Imogen Smith       | Australië        |
| 2013 | Mark Frendo       | Australië   | Liesbeth Hessens   | België           |
| 2012 | Ivan Rybarik      | Tsjechië    | Kate Major         | Australië        |
| 2011 | Jeroen Boelen     | Nederland   | Jessica Douglas    | Australië        |
| 2010 | Urs Huber         | Zwitserland | Abby McLennan      | Australië        |
| 2009 | Urs Huber         | Zwitserland | Monique Zeldenrust | Nederland        |
| 2008 | Ondrej Fojtik     | Tsjechië    | Karen Steurs       | België           |
| 2007 | Mauro Bettin      | Italië      | Michela Benzoni    | Italië           |
| 2006 | Christoph Stevens | België      | Dominique Angerer  | Oostenrijk       |
| 2005 | Adam Hansen       | Australië   | Kim Proctor        | Australië        |
| 2004 | Adam Hansen       | Australië   | Anita Waiss        | Oostenrijk       |
| 2003 | Roland Stauder    | Italië      | Rosi King          | Australië        |
| 2002 | Jaap Viergever    | Nederland   | Mieke Deroo        | België           |
| 2001 | Jaap Viergever    | Nederland   | Mieke Deroo        | België           |
| 2000 | Simon Apperloo    | Nederland   | Carrie Edwards     | Verenigde Staten |
| 1999 | Jaap Viergever    | Nederland   | geen deelneemsters |                  |
| 1998 | Harald Maier      | Oostenrijk  | geen deelneemsters |                  |
| 1997 | Jaap Viergever    | Nederland   | Regina Stanger     | Oostenrijk       |
| 1996 | Harald Maier      | Oostenrijk  | Brigitte Kurka     | Oostenrijk       |
| 1995 | Harald Maier      | Oostenrijk  | Meg Carrigan       | Australië        |

Kampioenschappen:  Olympische Spelen ·
 Wereldkampioenschappen ·
WK marathon ·
 Europese kampioenschappen
 Belgie ·
 Denemarken ·
 Duitsland ·
 Finland ·
 Frankrijk ·
 Groot-Brittannië ·
 Italie ·
 Nederland ·
 Oostenrijk ·
 Polen ·
 Zwitserland
Klassementen:  Wereldbeker ·
 3 Nations Cup
Meerdaagse wedstrijden  Cape Epic ·
 Transalp Challenge ·
 Crocodile Trophy ·
 Belgian Mountainbike Challenge
Eendaagse wedstrijden:  Grand Prix d’Europe ·
 Hondsrug Classic ·
 Roc d'Ardenne ·
 Roc d'Azur ·
 Salzkammergut Trophy ·
 Sea Otter Classic ·
 Stappenbelt MTB Trophy
Strandraces:  De Panne Beach Endurance ·
 Egmond-pier-Egmond ·
 Hoek van Holland-Den Helder
Historisch:  Benelux Cup ·  Belgian MTB Grand Prix ·  MTB Topcompetitie